# 영상 및 음성 단자
음성 단자와 영상 단자는 오디오 신호 또는 영상 신호를 전달하기 위한 전기 단자 또는 광섬유 단자이다. 오디오 인터페이스 또는 비디오 인터페이스는 물리적 매개변수 및 신호 해석을 정의한다. 일부 단자 및 인터페이스는 오디오만 또는 비디오만 전송하는 반면, 다른 일부는 오디오와 비디오를 모두 전송한다.
디지털 오디오 및 디지털 영상의 경우, 이는 물리 계층, 데이터 링크 계층, 그리고 응용 계층의 대부분 또는 전부를 정의하는 것으로 생각할 수 있다. 아날로그 오디오 및 아날로그 영상의 경우, 이러한 기능들은 NTSC와 같은 단일 신호 사양이나 아날로그 오디오의 직접적인 스피커 구동 신호로 모두 표현된다.
전기 또는 광학 장비의 물리적 특성에는 필요한 전선 유형 및 개수, 전압, 주파수, 광학 강도, 그리고 단자의 물리적 설계가 포함된다. 모든 데이터 링크 계층 세부 사항은 애플리케이션 데이터가 어떻게 캡슐화되는지(예: 동기화 또는 오류 정정) 정의한다. 응용 계층 세부 사항은 전송되는 실제 오디오 또는 비디오 형식을 정의하며, 종종 인터페이스에 특정하지 않은 코덱을 포함하는데, 예를 들어 PCM, MPEG-2 또는 DTS Coherent Acoustics codec이 있다. 경우에 따라 응용 계층은 개방되어 있다. 예를 들어, HDMI에는 일반 데이터 전송을 위한 이더넷 채널이 포함되어 있다.
일부 유형의 단자는 여러 하드웨어 인터페이스에서 사용된다. 예를 들어, RCA 단자는 컴포지트 비디오 및 컴포넌트 비디오 인터페이스 모두에서 사용되지만, DVI는 DVI 단자를 사용하는 유일한 인터페이스이다. 이는 일부 경우 물리적으로 호환되는 단자를 가진 모든 구성 요소가 실제로 함께 작동하지 않을 수 있음을 의미한다.
아날로그 A/V 단자는 종종 무선 주파수 간섭 (RFI) 및 잡음을 억제하기 위해 차폐 케이블을 사용한다.

## 인터페이스 및 단자
| 인터페이스         | 인터페이스           | 인터페이스 | 단자                                                                                         |
| 오디오 또는 비디오 | 디지털 또는 아날로그 | 설명 | 단자                                                                                         |
| ------------------ | -------------------- | --- | -------------------------------------------------------------------------------------------- |
| 오디오 전용        | 아날로그             | 소비자 오디오 장비에서는 매우 흔하기 때문에 표시되지 않거나 헤드폰 기호 또는 "라인 출력"으로 표시되는 경우가 많다. 컴퓨터 및 기타 장비는 여러 입력/출력 플러그가 있는 경우 마이크로소프트-인텔 색상 코드 방식을 사용하는 경우가 있다. | 3.5 mm TRS 미니잭 RCA 단자                                                                   |
| 오디오 전용        | 아날로그             | 밸런스드 오디오 | 6.35 mm TRS 오디오 잭 (차폐 연선), XLR (차폐 연선)                                           |
| 오디오 전용        | 디지털               | S/PDIF (소니/필립스 디지털 인터커넥트 포맷). 동축 또는 광 케이블을 통해. | RCA 단자 (동축), 토스링크 (광학), BNC (희귀)                                                 |
| 오디오 전용        | 디지털               | AES3 (AES/EBU로도 알려짐) | RCA 단자 (동축), XLR (차폐 연선), 토스링크 (광학), BNC                                       |
| 오디오 전용        | 디지털               | MADI | BNC (동축), ST (광학)                                                                        |
| 비디오 전용        | 아날로그             | 비디오 그래픽스 어레이 (VGA) | D-sub 15핀                                                                                   |
| 비디오 전용        | 아날로그             | 컴포지트. 종종 "Color, Video, Blank and Sync"를 의미하는 CVBS 약어로 지정된다. | RCA 단자, 일반적으로 노란색 (종종 오른쪽 및 왼쪽 오디오 채널용 빨간색 및 흰색과 함께 제공됨) |
| 비디오 전용        | 아날로그             | S-Video (분리 비디오). 표준 화질 비디오를 전송하며 동일한 케이블로 오디오를 전송하지 않는다. | 미니 DIN 4핀                                                                                 |
| 비디오 전용        | 아날로그             | 컴포넌트. 일반적으로 비디오 정보의 한 유형을 의미하며, 세 가지 개별 신호로 전송되거나 저장된다. RGB 인터페이스 또는 YPbPr | 3개의 RCA 단자                                                                               |
| 비디오 전용        | 아날로그             | 컴포지트, S-Video, 컴포넌트 | VIVO = 미니 DIN 9핀 (브레이크아웃 케이블 포함)                                               |
| 비디오 전용        | 디지털 및 아날로그   | 디지털 비주얼 인터페이스 (DVI) | DVI 단자                                                                                     |
| 비디오 및 오디오   | 아날로그             | SCART (페리텔) | SCART                                                                                        |
| 비디오 및 오디오   | 디지털               | HDMI, BNC | HDMI 단자                                                                                    |
| 비디오 및 오디오   | 디지털               | 디스플레이포트 | 디스플레이포트 단자                                                                          |
| 비디오 및 오디오   | 디지털               | HDBaseT | 8P8C 단자                                                                                    |
| 비디오 및 오디오   | 디지털               | IEEE 1394 "파이어와이어" | 파이어와이어 또는 i.LINK 단자                                                                |

## 다중 신호
여러 일반 디지털 데이터 연결 표준은 다른 데이터 및 전원과 함께 오디오/비디오 데이터를 전송하도록 설계되었다.
- USB는 일반 데이터, 오디오/비디오, 전원 등 모든 요구 사항을 지원하는 단일 단자로 설계되었으며, DisplayLink는 가장 성공적인 오디오+비디오 프로토콜이다. 3.0 개정 전까지는 데이터 전송 속도가 매우 낮아 대부분의 A/V에 대체 단자가 필요했다.
- USB-C는 USB 3.1, 디스플레이포트, 선더볼트, HDMI, MHL 프로토콜을 전원과 함께 직접 전송할 수 있으며, 오디오 및 기타 여러 프로토콜도 가능하다.
- 선더볼트는 파이어와이어의 후속으로, 잘 정의된 오디오/비디오 용도를 가진 일반 고속 데이터 링크이다. 최신 선더볼트 3는 USB-C를 단자로 사용하지만, 모든 USB-C가 선더볼트와 호환되는 것은 아니다.
- 파이어와이어는 캠코더(특히 MiniDV) 및 고급 스튜디오 오디오 및 비디오 장비에 사용되는 오디오/비디오 표준을 가진 일반 데이터 링크이다.
- 디스플레이포트는 디지털 오디오 및 비디오, 그리고 보조 정보를 미니 디스플레이포트와 함께 전송한다.
- 30핀 독 커넥터, 애플 아이팟, 아이폰, 아이패드의 도킹 크래들 및 그 후속인 라이트닝
- 애플 디스플레이 단자 (ADC), 현재는 단종된 애플 디스플레이 단자
- 모듈러 커넥터를 사용하는 이더넷은 오디오 오버 이더넷, 오디오 오버 IP, IPTV 및 기타 디지털 멀티미디어 형식을 지원한다.

일부 디지털 연결 표준은 처음부터 오디오 및 비디오 신호를 동시에 전송하도록 주로 설계되었다.
- HDMI는 DVI 호환 비압축 비디오 데이터와 압축 또는 비압축 오디오를 결합하며 다른 프로토콜도 지원한다.
- 모바일 고선명 링크 (MHL)

많은 아날로그 단자는 둘 다 전송한다.
- F 단자는 RF 단자로도 알려져 있으며, 아메리카 지역의 아날로그 시대 표준 아날로그 단자였으며 주로 동축 케이블 (RG-59 및 RG-6)과 함께 사용되었으며, 일반 디지털 데이터 연결용으로 용도 변경되었다.
- SCART는 유럽의 아날로그 시대 표준 단자였다.
- S 비디오는 F 단자의 개선판이었다.
- 4개의 도체를 가진 팁-링 단자.

### S/PDIF
S/PDIF는 전기 동축 케이블 (RCA 단자 포함) 또는 광섬유 (토스링크)를 통해 전송되는 오디오 전용 형식이다.
광학 또는 동축 S/PDIF 단자를 통해 전송되는 신호에는 차이가 없으며, 둘 다 정확히 동일한 정보를 전달한다. 둘 중 하나를 선택하는 것은 주로 선택된 장비에 적절한 단자의 가용성과 사용자의 선호도 및 편의성에 달려 있다. 6미터 이상 또는 급격한 굽힘이 필요한 연결에는 동축 케이블을 사용해야 하는데, 토스링크 케이블의 높은 빛 신호 감쇠가 유효 범위를 제한하기 때문이다.

### HDMI

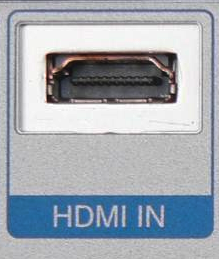
HDMI Type A 소켓

고선명 멀티미디어 인터페이스 (HDMI)는 비압축 디지털 데이터를 전송하기 위한 소형 오디오/비디오 표준이다.
HDMI 단자에는 세 가지 유형이 있다. Type A와 Type B는 HDMI 1.0 사양에 의해 정의되었다. Type C는 HDMI 1.3 사양에 의해 정의되었다. Type A는 싱글 링크 DVI-D와 전기적으로 호환된다. Type B는 듀얼 링크 DVI-D와 전기적으로 호환되지만 아직 어떤 제품에도 사용되지 않았다.

### IEEE 1394 "파이어와이어"

6회로 및 4회로 알파 파이어와이어 400 단자

IEEE 1394 (브랜드명 "FireWire")는 주로 디지털 카메라 (미니DV 테이프 캠코더에 흔히 사용됨)에 사용되지만 컴퓨터 데이터 및 오디오 데이터 전송에도 사용되는 디지털 데이터 전송 프로토콜이다.
위에서 나열된 점대점 연결과 달리, IEEE 1394는 동일한 선에서 여러 신호를 호스트할 수 있으며, 데이터는 대상 세트에 전달되고 표시된다. 또한 완전히 양방향이며, 최대 대역폭이 한 방향 또는 다른 방향으로 사용되거나 최대까지 분할된다.

### 디스플레이포트
디스플레이포트는 디지털 디스플레이 인터페이스 표준이다 (2006년 5월 승인, 현재 버전 1.4는 2016년 3월 1일 발행). 이 표준은 컴퓨터와 디스플레이 모니터 또는 컴퓨터와 홈 시어터 시스템 간에 주로 사용될 수 있도록 새로운 라이선스 프리, 로열티 프리 디지털 오디오/비디오 상호 연결을 정의한다.
비디오 신호는 DVI 또는 HDMI와 호환되지 않지만, 디스플레이포트 단자는 이러한 신호를 통과시킬 수 있다. 디스플레이포트는 고화질 소비자 가전 기기의 데 팍토 디지털 연결인 HDMI 단자의 경쟁자이다.

## 오디오 단자
오디오 단자는 오디오 주파수에 사용된다. 이들은 아날로그 또는 디지털일 수 있다.
아날로그 오디오에 자주 사용되는 단선 단자는 다음과 같다.
- 바나나 단자
- 스페이드 단자
- 결박 단자 및 바나나 단자 (스피커용)
- 초기 브레드보드 라디오 수신기의 패네스톡 클립
- 유로블록 "유럽식 터미널 블록" 또는 "피닉스 단자", 오디오 및 제어 신호에 사용되는 나사 터미널 단자

다중 도체 단자:
- DB25는 다중 트랙 녹음 및 기타 다중 채널 오디오(아날로그 또는 디지털)용이다.
- DIN 단자 및 미니 DIN 단자
- 유로블록 "유럽식 터미널 블록" 또는 "피닉스 단자", 오디오 및 제어 신호에 사용되는 나사 터미널 단자
- RCA 단자, 포노 단자 또는 포노 플러그로도 알려져 있으며, 아날로그 또는 디지털 오디오 또는 아날로그 비디오에 사용된다.
- 뉴트릭의 스피콘 단자 (스피커용)
- 폰 커넥터, 팁-링-슬리브(TRS) 또는 팁-슬리브 플러그, 폰 플러그, 잭 플러그, 미니잭, 미니 스테레오로도 알려져 있다. 여기에는 원래의 6.35mm (쿼터 인치) 잭과 더 최근의 표준 3.5mm (미니어처 또는 1/8인치) 및 2.5mm (서브미니어처) 잭, 모노 및 스테레오(밸런스드) 버전이 모두 포함된다.[2]
- XLR 단자, 캐논 플러그로도 알려져 있으며, 밸런스드 라인을 사용한 아날로그 또는 디지털 밸런스드 오디오에 사용된다.

디지털 오디오 인터페이스 및 상호 연결:
- ADAT 인터페이스 (DB25)
- AES/EBU 인터페이스, 일반적으로 XLR 단자 사용
- S/PDIF, 전기 동축 케이블 (RCA 단자 포함) 또는 광섬유 (토스링크)를 통해.

### 폰 커넥터

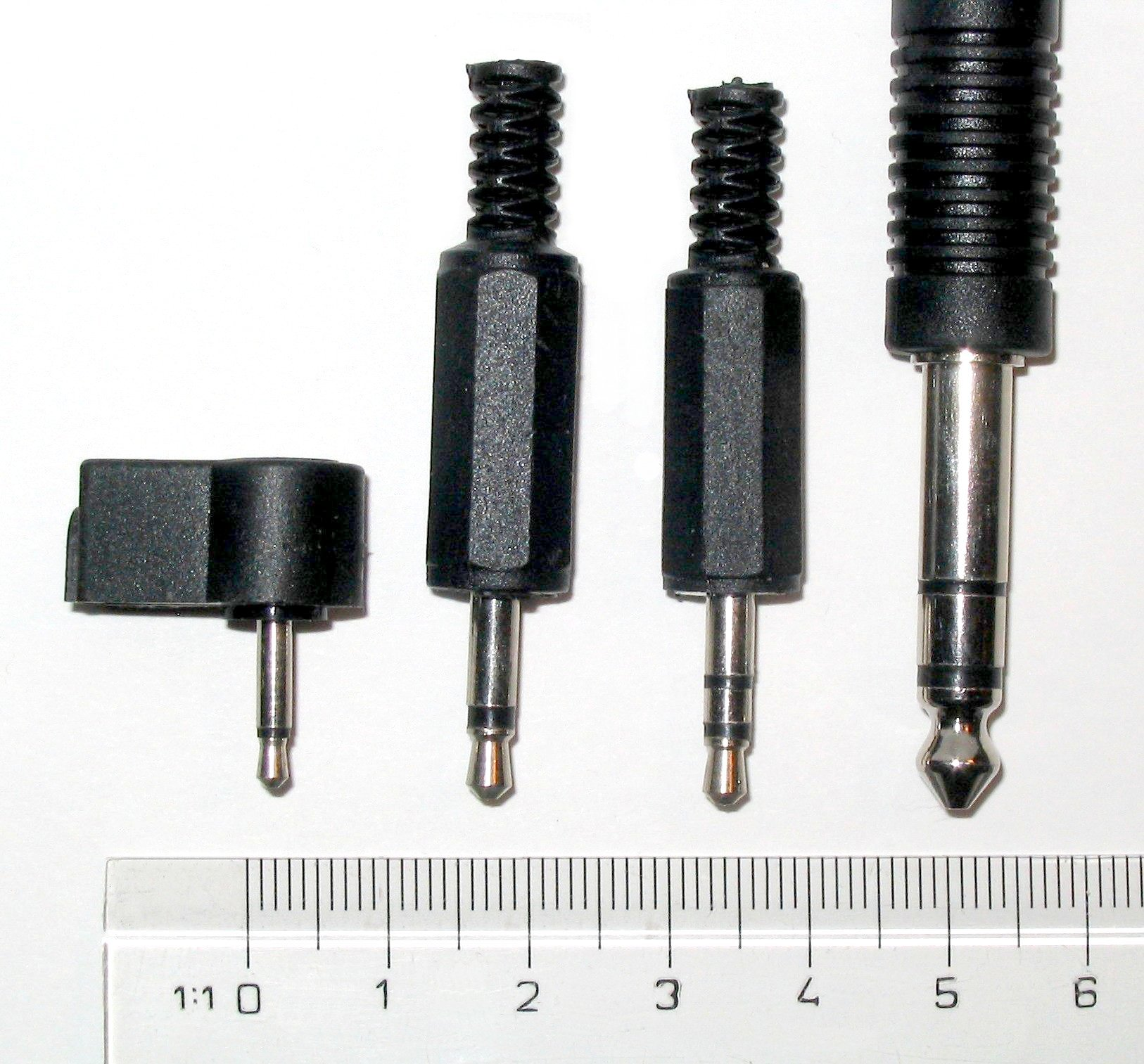
2.5 mm (3/32") 모노 (TS), 3.5 mm (1/8") 모노 및 스테레오 (TRS), 그리고 6.3 mm (1/4") 스테레오 (TRS) 폰 커넥터

폰 커넥터 (팁, 링, 슬리브)는 오디오 잭, 폰 플러그, 잭 플러그, 스테레오 플러그, 미니잭 또는 미니 스테레오라고도 불린다. 여기에는 원래의 6.35 mm (쿼터 인치) 잭과 더 최근의 3.5 mm (미니어처 또는 1/8 인치) 및 2.5 mm (서브미니어처) 잭, 모노 및 스테레오 버전이 모두 포함된다. 4.4 mm 펜타콘 단자도 존재한다.

### DIN

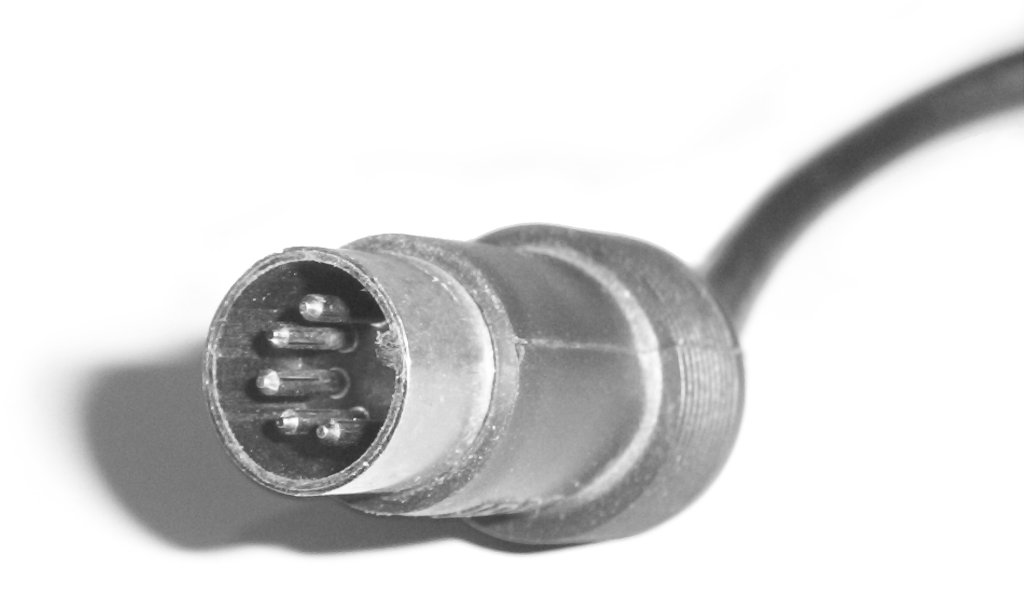
5핀 수 180° DIN 단자

DIN 단자는 원래 독일 공업 규격(Deutsches Institut für Normung, DIN)에 의해 표준화된 단자이다. 미니 DIN 단자는 변형이다.

### BNC

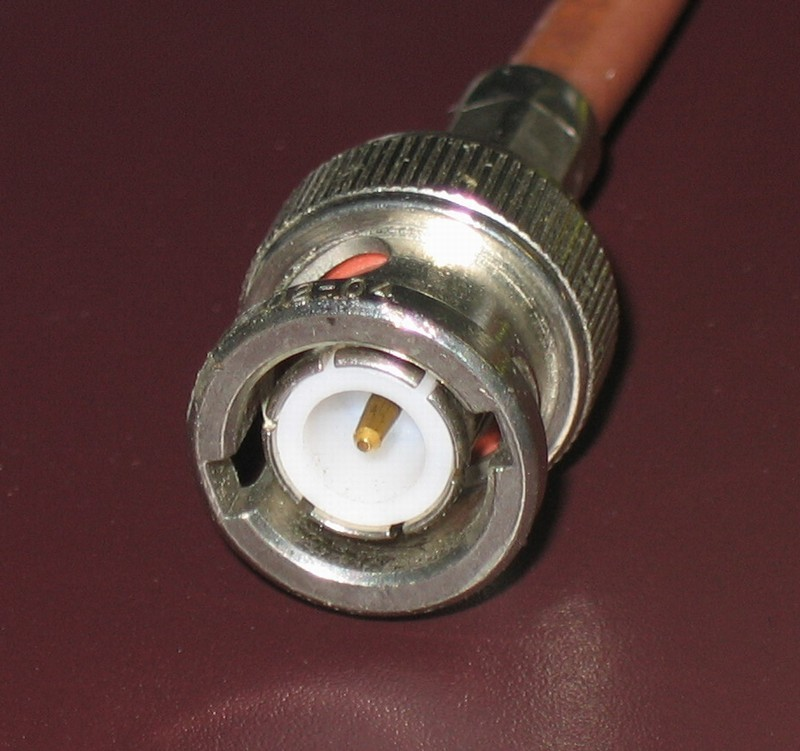
수 50옴 BNC 단자

BNC 단자는 동축 케이블을 종단하는 데 사용되는 매우 일반적인 RF 단자 유형이다.

### 토스링크

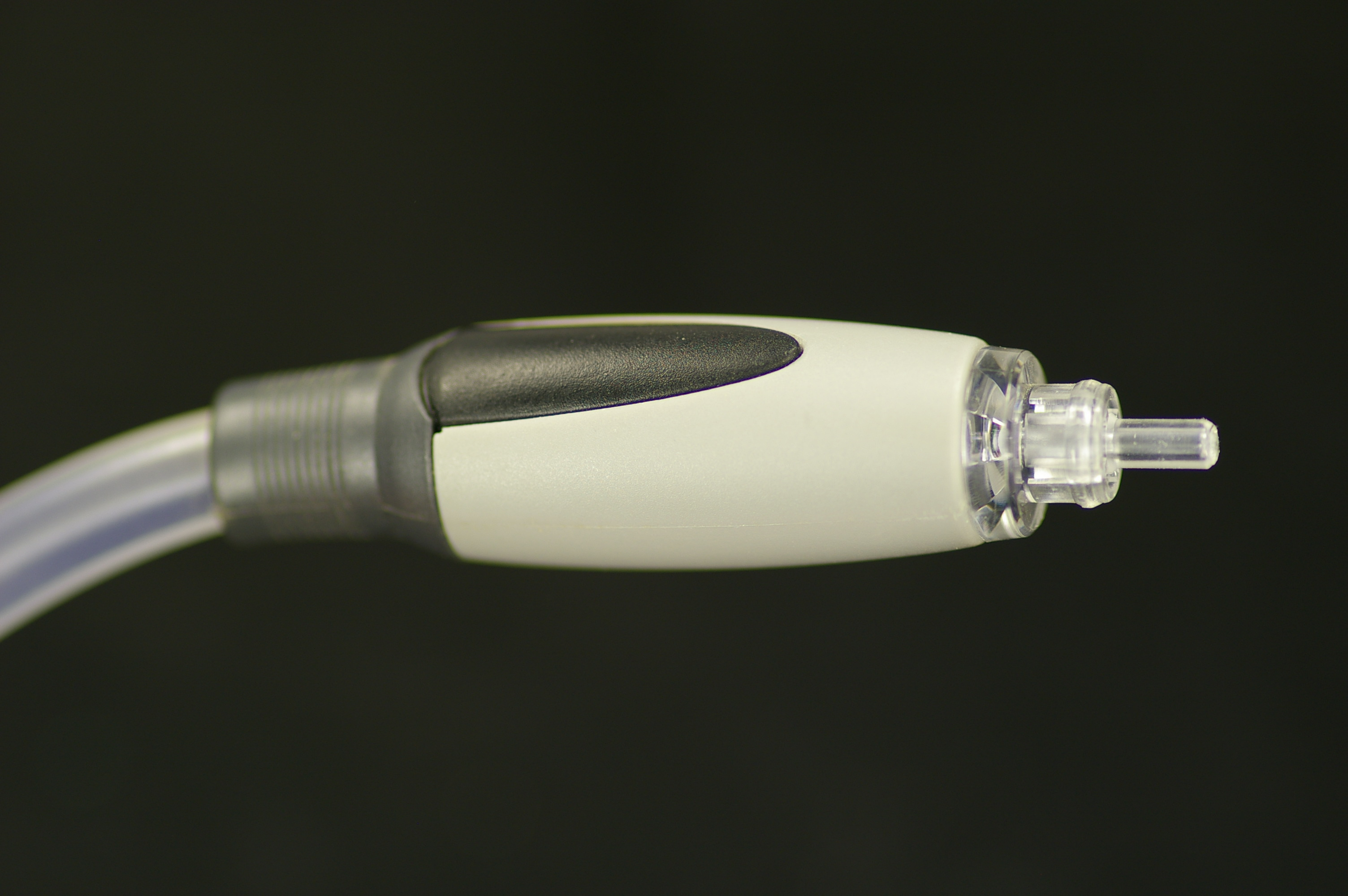
원형 단자가 있는 투명 토스링크 케이블

토스링크 또는 광케이블은 표준화된 광섬유 연결 시스템이다.

### XLR

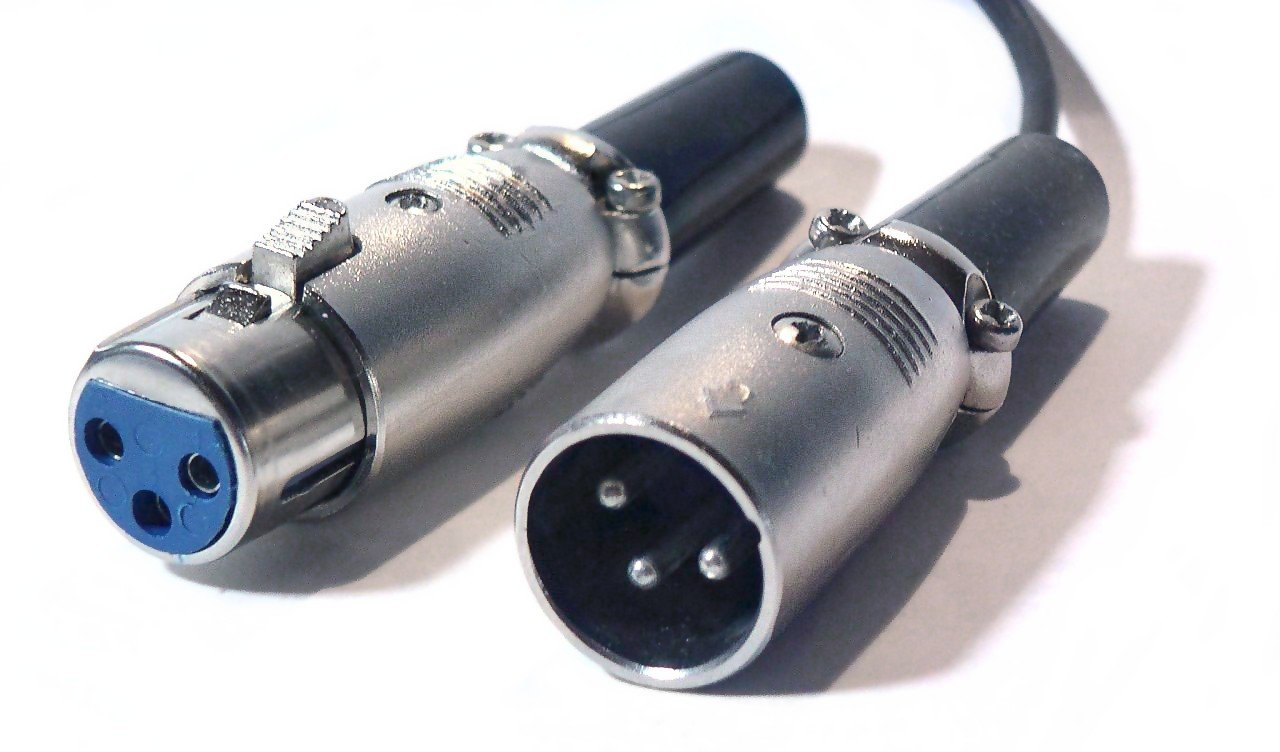
XLR3 케이블 단자, 왼쪽은 암, 오른쪽은 수

XLR 단자 플러그와 소켓은 주로 전문가용 오디오 및 비디오 전자 장비 케이블링 응용 분야에서 사용된다. XLR 단자는 원래 제조업체 이름을 따서 캐논 플러그로도 알려져 있다. 밸런스드 라인을 사용한 아날로그 또는 디지털 밸런스드 오디오에 사용된다.
AES/EBU 인터페이스가 있는 디지털 오디오 인터페이스 및 상호 연결 또한 일반적으로 XLR 단자를 사용한다.

### RCA

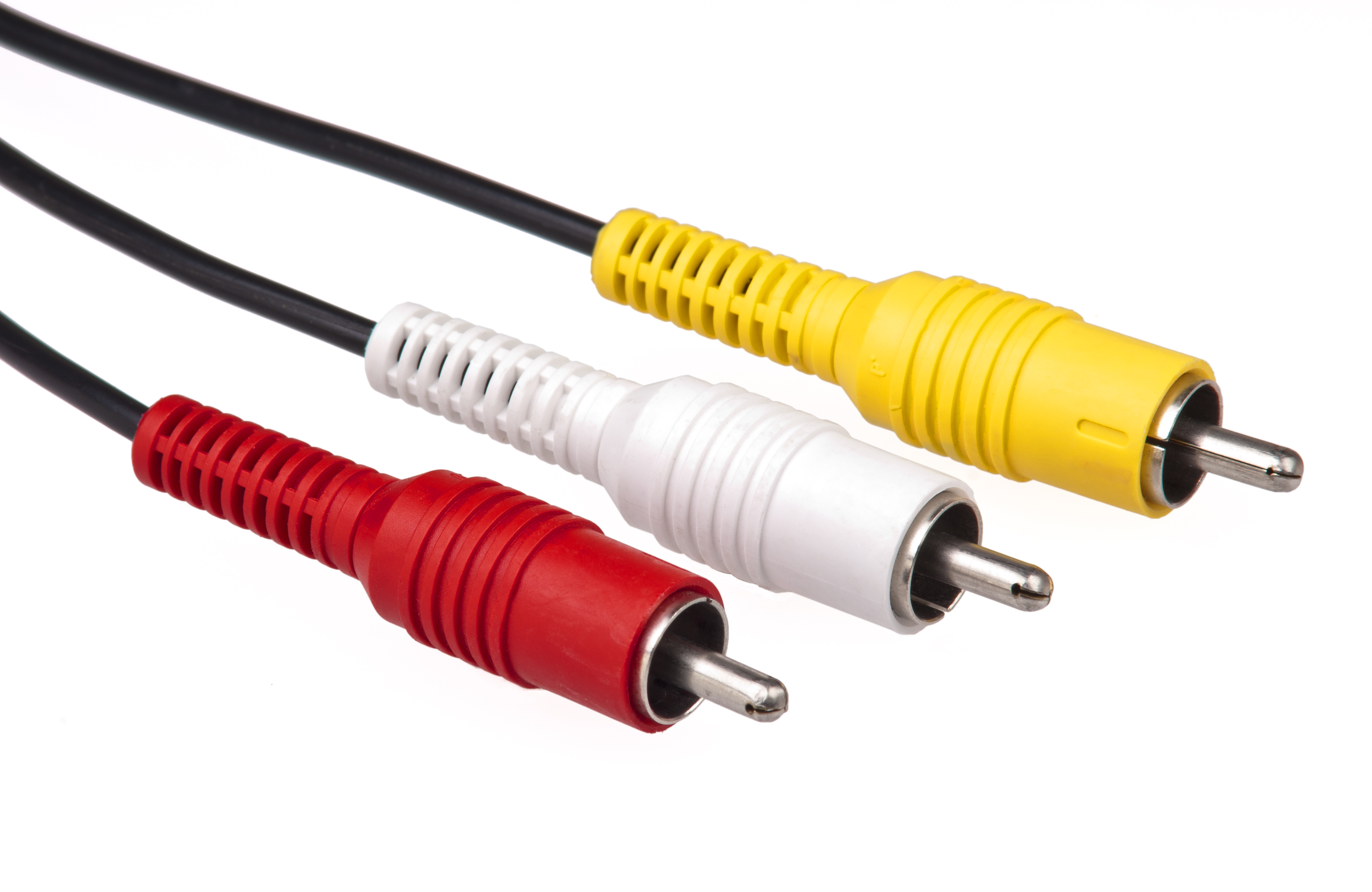
컴포지트 비디오 (노란색) 및 스테레오 오디오 (흰색 및 빨간색)용 RCA 플러그

RCA 단자, 포노 단자 또는 포노 플러그로도 알려져 있으며, 아날로그 또는 디지털 오디오 또는 아날로그 비디오에 사용된다. 이 단자들은 제2차 세계 대전 이전 라디오 축음기 내부에서 턴테이블 픽업을 라디오 섀시에 연결하는 데 처음 사용되었다. 이들은 자주 분리하고 다시 연결할 목적으로 만들어지지 않았으며, 원래 목적에는 유지 마찰이 충분했다. 또한, 케이블과 섀시 단자 모두 최소 비용으로 설계되었다. 처음에는 오디오 주파수 연결용으로만 의도되었던 RCA 플러그는 아날로그 컴포지트 비디오 및 중요하지 않은 무선 주파수 응용 분야에도 사용되었다.

## 영상 단자

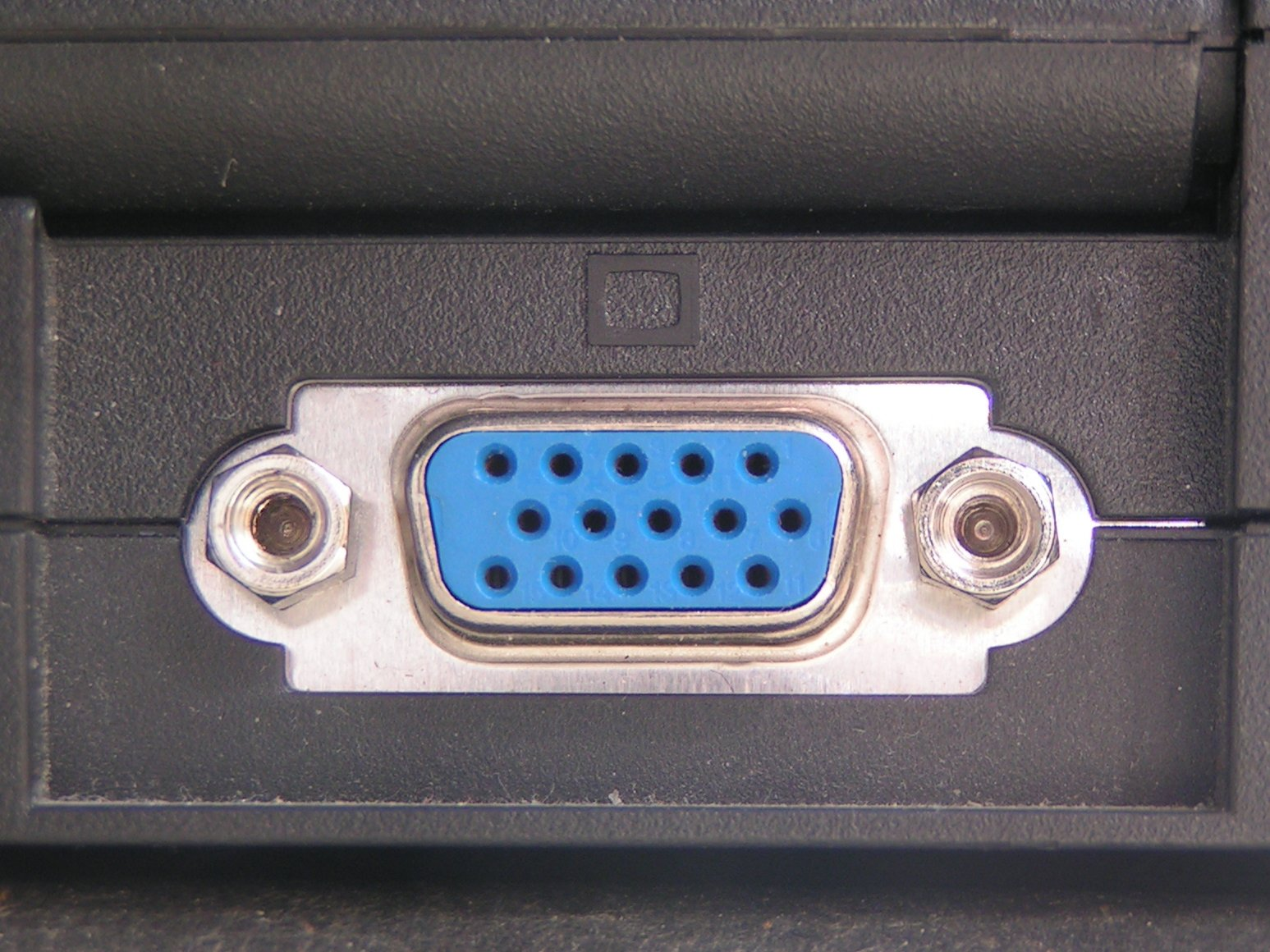
VGA 단자

영상 단자는 비디오 신호만을 전송한다. 일반적인 영상 전용 단자는 다음과 같다.
- 컴포넌트 비디오 또는 YPbPr (3개의 RCA 단자 또는 BNC 단자; 또는 D 단자)
- 컴포지트 비디오 (1개의 RCA 단자, 안테나 소켓 또는 BNC 단자)
- DB13W3 ("13W3" 컴퓨터 비디오 단자)
- DMS-59, 두 개의 DVI와 두 개의 VGA를 전송하는 단일 단자
- 뮤사, 영국에서 방송 및 통신에 사용되는 단자
- PAL 단자, 유럽에서 안테나 단자로 흔히 사용됨
- S 비디오 (1개의 미니 DIN 단자)
- SDI - BNC 단자 케이블을 통한 방송용 디지털 인터페이스
- VGA 단자 대부분의 비디오 카드에 표준으로 장착된 D-sub 단자 유형
- 미니 VGA 일부 노트북 컴퓨터에서 발견
- 5개의 BNC 단자도 R, G, B, HSync, VSync로 VGA 신호를 전송하는 데 사용될 수 있다.
- 디지털 비주얼 인터페이스 (DVI) PC 그래픽 카드 및 LCD 모니터에 흔히 사용되는 하이브리드 아날로그/디지털 단자
- 미니 DVI 일부 애플 노트북에서 발견
- 강화 그래픽 어댑터 (EGA)
- RGB 인터페이스
- RGBI 인터페이스
- VESA 디지털 평판

### 미니 DIN

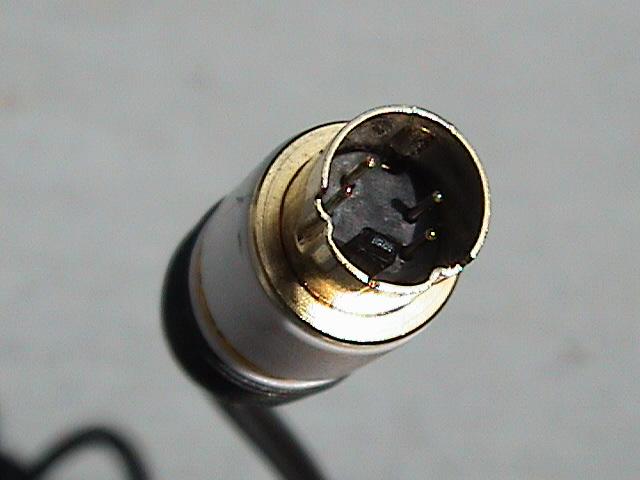
S 비디오용 미니 DIN 4핀

미니 DIN 단자는 다양한 응용 분야에서 사용되는 다중 핀 전기 단자군이다. 미니 DIN은 더 크고 오래된 DIN 단자와 유사하다. 둘 다 독일 표준화 기관인 Deutsches Institut für Normung의 표준이다.

### D-sub

DA, DB, DC, DD, DE 크기 단자

D-sub는 특히 컴퓨터에서 사용되는 일반적인 전기 단자 유형이다. 이 단자들이 처음 도입되었을 때 "서브미니어처"라고 불리는 것이 적절했지만, 오늘날에는 컴퓨터에서 사용되는 가장 큰 일반 단자 중 하나이다. DB25는 다중 트랙 녹음 및 기타 다중 채널 오디오(아날로그 또는 디지털(ADAT 인터페이스 (DB25)))에 사용되며, USB 및 기타 연결이 보편화되기 전에는 IBM 호환 PC 프린터 연결을 위한 표준 단자였다. 이는 프린터에 8개의 동시 데이터 경로를 제공했다.

### 비디오 인 비디오 아웃

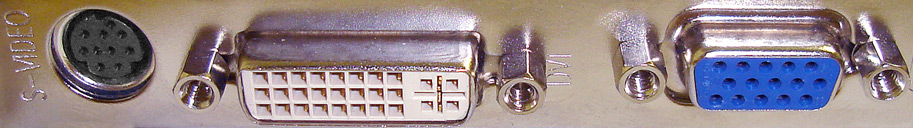
VIVO, DVI, VGA 출력을 갖춘 그래픽 카드

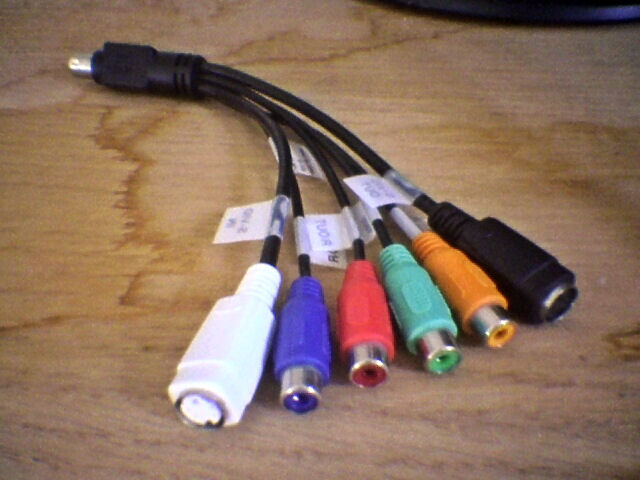
6개의 단자가 있는 VIVO 분배 케이블. 왼쪽에서 오른쪽: S-Video 입력, 컴포넌트 P_{b} 출력, 컴포넌트 P_{r} 출력, 컴포넌트 Y 출력/컴포지트 출력, 컴포지트 입력, S-Video 출력

비디오 인 비디오 아웃, 일반적으로 약어 VIVO (흔히 비보로 발음됨)로 불리며, 일부 그래픽 카드가 미니 DIN (일반적으로 9핀) 및 특수 분배 케이블 (때로는 사운드도 전송할 수 있음)을 통해 양방향(입력 및 출력) 비디오 전송을 가능하게 하는 그래픽 카드 포트이다.
VIVO는 주로 고급 ATI 비디오 카드에서 발견되지만, 일부 고급 엔비디아 비디오 카드에도 이 포트가 있다. 이 그래픽 카드의 VIVO는 일반적으로 컴포지트, S-Video, 컴포넌트를 출력으로 지원하고, 컴포지트 및 S-Video를 입력으로 지원한다. 다른 많은 비디오 카드는 비디오 그래픽스 어레이 또는 DVI를 보완하기 위해 컴포넌트 및 S-Video 출력만 지원하며, 일반적으로 컴포넌트 브레이크아웃 케이블과 S-Video 케이블을 사용한다.

### DVI 단자

수 DVI 단자 핀 (플러그 보기)

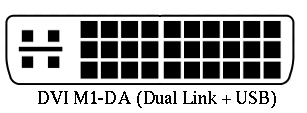
수 M1-DA 단자 핀 (플러그 보기)

|  | 디지털 비주얼 인터페이스 (DVI)는 평판 LCD 컴퓨터 디스플레이 및 디지털 프로젝터와 같은 디지털 디스플레이 장치의 시각적 품질을 최대화하도록 설계된 비디오 인터페이스 표준이다. 압축되지 않은 디지털 비디오 데이터를 디스플레이로 전송하도록 설계되었다. 네 가지 기본 단자가 있다. - DVI-D (디지털 전용) - DVI-A (아날로그 전용) - DVI-I (통합, 디지털 및 아날로그) - M1-DA (통합, 디지털, 아날로그 및 USB) 단자에는 고해상도 디스플레이를 위한 두 번째 데이터 링크에 대한 조항도 포함되어 있지만, 많은 장치에서는 이를 구현하지 않는다. 이를 구현하는 장치에서는 단자를 때때로 DVI-DL (듀얼 링크)이라고 부른다. 따라서 단자에 대해 두 가지를 알아야 한다. 1. 아날로그, 디지털 또는 둘 다를 전송하는지 여부 2. 디지털 링크를 전송하는 단자의 경우, 싱글 링크 또는 듀얼 링크인지, 그리고 USB를 전송하는지 여부 |

## 색상 코드

### 오디오
|  | 흰색 RCA/TS       | 아날로그 오디오, 왼쪽 채널; 또한 모노 (RCA/TS), 스테레오 (TRS만), 또는 정의되지 않음/기타 |
|  | 검은색 RCA/TS/TRS | 아날로그 오디오, 왼쪽 채널; 또한 모노 (RCA/TS), 스테레오 (TRS만), 또는 정의되지 않음/기타 |
|  | 회색 RCA/TS/TRS   | 아날로그 오디오, 왼쪽 채널; 또한 모노 (RCA/TS), 스테레오 (TRS만), 또는 정의되지 않음/기타 |
|  | 빨간색 RCA/TS     | 아날로그 오디오, 오른쪽 채널                                                              |
|  | 주황색 RCA        | S/PDIF 디지털 오디오                                                                      |
컴퓨터용:
|  | 녹색 TRS 3.5 mm    | 스테레오 출력, 전면 채널    |
|  | 검은색 TRS 3.5 mm  | 스테레오 출력, 후면 채널    |
|  | 회색 TRS 3.5 mm    | 스테레오 출력, 측면 채널    |
|  | 금색 TRS 3.5 mm    | 듀얼 출력, 센터 및 서브우퍼 |
|  | 파란색 TRS 3.5 mm  | 스테레오 입력, 라인 레벨    |
|  | 분홍색 TRS† 3.5 mm | 모노 마이크로폰 입력        |
† 마이크 입력은 보통 모노이지만, 입력은 여전히 TRS 폰 소켓이다. 많은 모노 '컴퓨터' 마이크는 TRS 플러그가 장착되어 있다. 팁은 MIC용이고 링은 전원(일렉트릿-콘덴서 방식 MIC에 전원 공급용)용이다.
위에 대한 예외는 다음과 같다.
- Hosa 케이블은 왼쪽 및 오른쪽 아날로그 채널에 회색과 주황색을 사용한다.
- 라디오셱 케이블은 때때로 왼쪽 및 오른쪽에 회색과 검은색을 사용한다.
- 구형 사운드 카드는 PC 99 이후까지 비표준 색상 코드를 가졌다. 그 이전에는 색상이 전혀 없었다.

#### PC 시스템 디자인 가이드 오디오
구형 사운드 카드는 PC 99 이후까지 공통 표준 색상 코드가 없었다. PC 시스템 디자인 가이드 (PC 97, PC 98, PC 99 또는 PC 2001 사양으로도 알려짐)는 마이크로소프트와 인텔 코퍼레이션이 1997-2001년 동안 컴파일한 IBM PC 호환 개인용 컴퓨터에 대한 일련의 하드웨어 설계 요구 사항 및 권장 사항이다. PC 99는 PC에 사용되는 다양한 표준 유형의 플러그 및 단자에 대한 색상 코드를 도입했다.
오디오 플러그의 색상 코드는 다음과 같다.
|  | 분홍 / 701C      | 아날로그 마이크로폰 오디오 입력 (†모노 또는 스테레오). |
|  | 밝은 파랑 / 284C | 아날로그 라인 레벨 오디오 입력.                        |
|  | 라임색 / 577C    | 아날로그 라인 레벨 오디오 출력.                        |
|  | 주황 / 157C      | 중앙 스피커 및 서브우퍼용 아날로그 오디오 출력         |
|  | 갈색 / 4645C     | "오른쪽에서 왼쪽으로" 스피커용 아날로그 오디오 출력.   |
|  | 금색 / 131C      | MIDI/게임                                              |
† 입력은 종종 모노이지만, 실제 단자는 보통 3도체 TRS 폰 미니잭이다. 많은 모노 컴퓨터 마이크는 3도체 TRS 플러그가 있다.

### 비디오
|  | 노란색 RCA/BNC | 컴포지트 비디오              |
|  | 빨간색 RCA/BNC | 빨간색 또는 Pr/Cr 크로미넌스 |
|  | 녹색 RCA/BNC   | 녹색 또는 휘도               |
|  | 파란색 RCA/BNC | 파란색 또는 Pb/Cb 크로미넌스 |
|  | 흰색 BNC       | 수평 동기화                  |
|  | 검은색 BNC     | 수직 동기화                  |
최신 단자들은 색상이 아닌 모양으로 식별된다.

## 저장
효율성과 단순성을 위해 동일한 코덱 또는 신호 규칙이 저장 매체에 사용된다. 예를 들어, VHS 테이프는 NTSC 신호의 자기적 표현을 저장할 수 있으며, 블루레이 디스크 사양에는 PCM, MPEG-2, DTS가 포함되어 있다. 일부 재생 장치는 오디오 또는 비디오를 재인코딩할 수 있으므로, 저장에 사용된 형식이 A/V 인터페이스를 통해 전송되는 형식과 동일할 필요는 없다(이는 프로젝터나 모니터가 최신 코덱을 처리할 수 없을 때 유용하다).

## 같이 보기
- 오디오 인터페이스
- 분류:통신 표준
- 컴퓨터 하드웨어 포트
- 스피커 케이블
- 스피콘 단자
- 영상 인터페이스
- Y-케이블